# قلته سیدی سعد
قلته سیدی سعد (به عربی: قلتة سيدي سعد) یک شهرداری در الجزایر است که در استان الاغواط واقع شده‌است.
 قلته سیدی سعد  ۱۰٬۶۲۹ نفر جمعیت دارد.